# Fort de Rocher
Het Fort de Rocher (uit het Frans: "Fort van de rots", ook Fort de la Roche of Dovecote genoemd) was een fort op het eiland La Tortue (Tortuga), dat tegenwoordig bij Haïti hoort. Het is in de jaren 1630 gebouwd in opdracht van de gouverneur van het eiland, Jean Levasseur. Door de Fransen en de piraten werd het gebruikt om aanvallen van de Spanjaarden af te weren. In 1654 kregen zij het fort toch in handen en braken het af. Alleen de fundamenten zijn nog over.

## Ligging
Het fort ligt op het zuidoosten van het eiland La Tortue (Tortuga). Hier ligt een natuurlijke haven, die in die tijd de belangrijkste toegang tot het eiland was. Het fort lag op ongeveer 500 meter van de haven. Dichtbij ligt nu het dorp Basse Terre. Op satellietfoto's kan men in het landschap de sporen van het fort nog zien.

## Bouw
In de 17e eeuw werd La Tortue door Engeland, Spanje en Frankrijk geclaimd. Vanaf 1625 was het in Franse handen, maar het had veel aanvallen van de Spanjaarden te verduren. Daarom vroegen de inwoners in 1634 om versterkingen. Frankrijk stuurde daarop de ingenieur Jean Levasseur. Hij bouwde onder andere dit fort om de haven onder schot te kunnen houden.
De bevolking riep hem in 1640 tot gouverneur uit. Hij stelde de haven open voor piraten. Zij maakten van La Tortue een uitvalsbasis, en hielpen bij de verdediging van het eiland.

## Beschrijving
Het fort is gebouwd op een steile rots van 30 meter hoog. Deze rots staat op een vlak plateau tussen de heuvels. Aan de rand van het plateau bouwde Levasseur terrassen en borstweringen. Hier konden honderden soldaten dekking zoeken. Het fort zelf heeft twee redans in de richting van de kust. De bomen waren gekapt, zodat het fort een zicht van bijna 180° over de kustlijn had. Er waren 24 kanonnen die gericht waren naar de haven. Binnen het fort was een natuurlijke waterbron.
Binnen het fort plaatste Levasseur zijn woonstede, die hij Dovecote noemde. Slechts op één manier kon men bij dit huis komen. Eerst moest men omhoog via een stenen trap die in de rots gehouwen was. Daarna moest men via een ladder die vanuit het huis naar beneden gelaten werd. In het huis werden wapens, munitie en voedsel opgeslagen.
Volgens de overlevering had Levasseur in Dovecote een ijzeren kooi om gevangen in op te slaan. Het was te laag om in te staan en te klein om in te liggen. Deze kooi werd "de kleine hel" genoemd.

## Aanvallen
Vlak nadat het fort gereed was, voeren Spaanse schepen vanuit Hispaniola de haven binnen om te proberen het te veroveren. De Fransen wisten één schip tot zinken te brengen. De andere schepen dreven zij uit elkaar. Toch wisten de Spanjaarden aan land te komen. Daar liepen zij in een hinderlaag. Daarna trokken zij zich terug.
De opvolger van Levasseur, Timoléon Hotman chevalier de Fontenay liet de verdediging van de haven verslappen. Hierdoor vielen de Spanjaarden in 1654 twee keer aan. De eerste keer werden ze teruggedreven. Ze kwamen echter terug toen de meeste piraten van het eiland waren. Deze keer stelden ze artillerie op op de heuvels boven het fort. Na een belegering van 7 dagen gaven de verdedigers in het fort het op. Zij werden van het eiland verbannen.
De Spanjaarden braken het fort af. Zij hielden het eiland in handen tot het jaar 1660, waarin het weer veroverd werd door de Fransen.